# Андерсон, Бенедикт
Бенеди́кт Ри́чард О’Го́рман А́ндерсон (англ. Benedict Richard O’Gorman Anderson, 26 августа, 1936, Куньмин, Китай — 13 декабря 2015, Бату, Восточная Ява, Индонезия) — британский политолог и социолог, профессор Корнеллского университета, автор книги «Воображаемые сообщества». Старший брат Перри Андерсона.

## Биография
Родился в Куньмине, где его отец служил на таможне; отец был по происхождению ирландцем, его семья участвовала в движении за национальное самоопределение Ирландии. В 1941 году семья приехала в США, а затем в Великобританию. Учился в Кембриджском университете.
Специалист по Юго-Восточной Азии, в частности по Индонезии. Автор известной книги «Воображаемые сообщества», в которой описываются основные факторы, повлиявшие на возникновение и развитие национализма.

## Работы
- Java in a Time of Revolution: Occupation and Resistance, 1944-1946 (англ.). — Ithaca, N.Y.: Cornell University Press, 1972. — ISBN 0-8014-0687-0.
- Imagined Communities: Reflections on the Origin and Spread of Nationalism (англ.). — rev. ed.. — London: Verso, 1991. — ISBN 0-86091-329-5.
  - Бенедикт Андерсон Воображаемые сообщества. — М.: Канон-Пресс-Ц, Кучково поле, 2001. ISBN 5-93354-017-3
- (1985) In the Mirror: Literature and Politics in Siam in the American Era. Bangkok: Editions Duang Kamol.
- Language and Power: Exploring Political Cultures in Indonesia (англ.). — Ithaca, N.Y.: Cornell University Press, 1990. — ISBN 0-8014-2354-6.
- The Spectre of Comparisons: Nationalism, Southeast Asia, and the World (англ.). — London: Verso, 1998. — ISBN 1-85984-813-3.
- Under Three Flags: Anarchism and the Anti-colonial Imagination (англ.). — London: Verso, 2005. — ISBN 1-84467-037-6.
- The Fate of Rural Hell: Asceticism and Desire in Buddhist Thailand (2012)
- A Life Beyond Boundaries: A Memoir (2016)